# میخال دلوهی
میخال دلوهی (چکی: Michal Dlouhý؛ زادهٔ ۲۹ سپتامبر ۱۹۶۸) بازیگر اهل جمهوری چک است.
از فیلم‌ها یا برنامه‌های تلویزیونی که وی در آن نقش داشته‌است، می‌توان به سه شهریار و باز از روی گودال‌ها خواهم پرید اشاره کرد.